# Nekrolog 2013
Nekrolog
◄◄
| ◄
| 2009
| 2010
| 2011
| 2012
| 2013 | 2014 | 2015 | 2016 | 2017 | ► | ►►
Januar |
Februar |
März |
April |
Mai |
Juni |
Juli |
August |
September |
Oktober |
November |
Dezember 
Weitere Ereignisse | Allgemeiner Nekrolog 2013
Die Beschreibung der verstorbenen Person sollte so kurz wie möglich gehalten sein und nur deren signifikante Tätigkeit(en) enthalten.
Neue Namen ggf. auch unter dem Geburts- und Sterbedatum, also etwa unter 1. Januar und im Geburts- und Sterbejahr (2024) eintragen (nur bei entsprechender großer Wichtigkeit). Für Beispiele siehe die schon vorhandenen Artikel.
Außerdem über die fünf zuletzt Verstorbenen, zu denen es einen ausreichend guten Artikel für eine Präsentation auf der Hauptseite gibt, nach der todesbedingten Überarbeitung der Artikel ggf. auch unter Wikipedia Diskussion:Hauptseite informieren und sie am besten auch in den anderen Wikipedia-Sprachversionen eintragen. Tipp: Regelmäßig bei news.google.de nach „ist tot“, „gestorben“ oder „verstorben“ suchen.
Wenn eine Person gestorben ist, gibt es viele Seiten zu dieser Person in der Wikipedia, die davon auch betroffen sind und entsprechend aktualisiert werden müssen. Beispiele: Namenübersichtsseite, Geburtsjahr, Geburtsort-Seiten und viele mehr.
Wie finde ich die betroffenen Seiten?
Im Suchfeld auf der linken Seite gibt man den Suchbegriff so ein: „Vorname Nachname“. Dann klickt man auf Volltext und alle Seiten mit entsprechendem Suchtext werden aufgerufen. Hier sieht man dann schnell, wo auch das Todesjahr Sinn macht oder sogar ein Teil des Artikels angepasst werden muss. Auch hilft das „Werkzeug“ auf der linken Seite sehr gut, um solche Seiten aufzufinden: „Links auf diese Seite“. Somit ist die Wikipedia wieder aktuell in allen Bereichen! Hinweis: bei Eintragung der Kategorie „Gestorben JAHR“ wird der Missbrauchsfilter 49 ausgelöst, was jedoch nicht schlimm ist. Siehe: Spezial:Missbrauchsfilter/49
Dies ist eine Liste von im Jahr 2013 verstorbenen bekannten Persönlichkeiten. Die Einträge erfolgen innerhalb der einzelnen Daten alphabetisch sortiert. Tiere sind im Nekrolog für Tiere zu finden.
Die Liste ist nach Monaten aufgeteilt:
- Nekrolog Januar 2013
- Nekrolog Februar 2013
- Nekrolog März 2013
- Nekrolog April 2013
- Nekrolog Mai 2013
- Nekrolog Juni 2013
- Nekrolog Juli 2013
- Nekrolog August 2013
- Nekrolog September 2013
- Nekrolog Oktober 2013
- Nekrolog November 2013
- Nekrolog Dezember 2013

## Datum unbekannt
| Tag                                                                | Name                        | Beruf / bekannt durch                                                   | Alter | Beleg         |
| ------------------------------------------------------------------ | --------------------------- | ----------------------------------------------------------------------- | ----- | ------------- |
| Tod bekanntgegeben 2015                                            | Mohammed Omar               | afghanischer Talibanführer                                              | 53?   |               |
| Ende 2013                                                          | Josef Mayer-Scheu           | deutscher römisch-katholischer Theologe                                 | 77    |               |
| 2013                                                               | Klaus Pechstein             | deutscher Schwimmsportler                                               |       |               |
| Tod bekanntgegeben am 29. Dezember                                 | Domingo Corigliano          | argentinischer Fußballfunktionär                                        | 82    |               |
| tot aufgefunden am 24. Dezember                                    | Nicolasa Quintremán         | chilenische Indigenen-Führerin                                          | 74    |               |
| Tod bekanntgegeben am 5. Dezember                                  | H Kiesling                  | deutscher Grafiker und Grafikdesigner                                   | 73    |               |
| Tod bekanntgegeben am 28. November                                 | Rob Amster                  | US-amerikanischer Jazz-Bassist                                          | 49    |               |
| Tod bekanntgegeben am 27. November                                 | Ștefan Moldovan             | rumänischer Fußballspieler                                              | 64    |               |
| Tod bekanntgegeben am 23. November                                 | Nino Korda                  | deutscher Schauspieler                                                  | 86    |               |
| Tod bekanntgegeben am 21. November                                 | Nate Morgan                 | US-amerikanischer Jazzpianist und Komponist                             | 49    |               |
| Mitte November                                                     | Ri Yong-ha                  | nordkoreanischer Parteifunktionär                                       | ≈66   |               |
| Tod bekanntgegeben am 5. November                                  | Dana Comnea                 | rumänische Schauspielerin                                               | 80    |               |
| November                                                           | Siegfried Haas              | deutscher Künstler                                                      | 55    |               |
| Tod bekanntgegeben am 17. Oktober                                  | Mike O’Neill                | britischer Pianist, Keyboarder und Songwriter                           | 75    |               |
| Tod bekanntgegeben am 4. Oktober                                   | Ștefan Stănculescu          | rumänischer Fußballspieler und -trainer                                 | 90    |               |
| Oktober                                                            | Mike O’Neill                | britischer Musiker und Songwriter                                       | 75    |               |
| tot aufgefunden am 30. September                                   | Gaetano Musella             | italienischer Fußballspieler                                            | 53    |               |
| tot aufgefunden am 5. September                                    | Constantin Ghenescu         | rumänischer Schauspieler                                                | 69    |               |
| tot aufgefunden am 25. August                                      | Pierre Wauthier             | französisch-britischer Bankmanager                                      | 53    |               |
| tot aufgefunden am 23. August                                      | Dean Meminger               | US-amerikanischer Basketballspieler                                     | 65    |               |
| vermisst seit dem 22. August, tot aufgefunden vor dem 5. September | Julia Prokopjewa-Loschagina | russisches Model                                                        | 28    |               |
| Juli                                                               | Renate Mannhardt            | deutsche Schauspielerin                                                 | 92    |               |
| tot aufgefunden am 23. Juli                                        | Carsten Schloter            | deutscher Telekommunikationsmanager                                     | 49    |               |
| tot aufgefunden am 15. Juli                                        | Eric Ohena Lemembe          | kamerunischer Journalist und Aktivist                                   |       |               |
| um den 12. Juli                                                    | Konstantin Harter           | Schweizer Eishockeyspieler                                              | 87    | [ 1 ]         |
| Tod bekanntgegeben am 8. Juli                                      | André Neubauer              | deutscher Elektrotechniker und Informatiker                             | 46    |               |
| Tod bekanntgegeben am 2. Juli                                      | Chantal de Freitas          | deutsche Schauspielerin und Sängerin                                    | 45    |               |
| Tod bekanntgegeben am 28. Juni                                     | Marco Segginger             | Schweizer Sportreporter                                                 | 68    |               |
| tot aufgefunden am 26. Juni                                        | Justin Miller               | US-amerikanischer Baseball-Spieler                                      | 35    |               |
| verschollen seit dem 26. Juni                                      | Manfred Schlosser           | deutscher Chemiker                                                      | 79    |               |
| zwischen 9. und 19. Juni                                           | Tschetschen-Ool Mongusch    | russischer Ringer und Trainer                                           | 40    |               |
| Tod bekanntgegeben am 8. Juni                                      | Hans Mathes                 | deutscher Theaterschauspieler                                           | 68    |               |
| Tod bekanntgegeben am 7. Mai                                       | Aidas Labuckas              | litauischer Schachspieler                                               | 44    |               |
| Mai                                                                | Heinz Glüsing               | deutscher Maler                                                         | 92    |               |
| zwischen dem 1. und 7. April                                       | Karl-Heinz Appelt           | deutscher Bildhauer und Grafiker                                        | 72    |               |
| Tod bekanntgegeben am 5. April                                     | Osamu Nakajima              | japanisch-österreichischer Bildhauer                                    | 76    |               |
| April                                                              | Frank Rainer Scheck         | deutscher Sachbuchautor, Verlagslektor und Herausgeber                  | 64    |               |
| Tod bekanntgegeben am 28. März                                     | Reimund Korupp              | deutscher Cellist                                                       | 58    | (PDF; 6,4 MB) |
| Tod bekanntgegeben am 24. März                                     | Gheorghe Șerbănoiu          | rumänischer Fußballspieler                                              | 62    |               |
| tot aufgefunden am 17. März                                        | Olivier Metzner             | französischer Rechtsanwalt                                              | 63    |               |
| Tod bekanntgegeben am 12. März                                     | Avril Dankworth             | britische Musikpädagogin und Autorin                                    | 90    |               |
| Tod bekanntgegeben am 24. Februar                                  | Willy Kiefer                | deutscher Heimatforscher                                                | 86    |               |
| Februar                                                            | Peter Ahrendt               | deutscher Segler                                                        | 79    | [ 2 ]         |
| vor dem 14. Februar                                                | Fritz Möser                 | deutscher Linolschnittkünstler                                          | ≈81   | [ 3 ]         |
| 12. oder 13. Februar                                               | Lambert Hofer junior        | österreichischer Unternehmer                                            | 68    |               |
| Tod bekanntgegeben am 25. Januar                                   | Wolfgang Ott                | deutscher Schriftsteller                                                | 89    |               |
| Tod bekanntgegeben am 24. Januar                                   | Alfred Peukert              | deutscher Diplomat                                                      | 87    |               |
|                                                                    | Anton Anger                 | österreichischer Unternehmer und Erfinder                               |       |               |
|                                                                    | Francisco Asensi            | spanischer Schriftsteller                                               | ≈77   |               |
|                                                                    | Ilse Killer                 | österreichische Polizeisekretärin und rehabilitierte Kriegsverbrecherin | ≈87   |               |
|                                                                    | Peggy McLean                | US-amerikanische Tischtennisspielerin                                   |       |               |
|                                                                    | Don Paulin                  | US-amerikanischer Folksänger                                            | ≈84   |               |